# Labrisomidae
Famille
Les Labrisomidae sont une famille de poissons de l'ordre des Blenniiformes.

## Liste des genres
- Alloclinus
- Auchenionchus
- Calliclinus
- Cottoclinus
- Cryptotrema
- Dialommus
- Exerpes
- Haptoclinus
- Labrisomus
- Malacoctenus
- Nemaclinus
- Paraclinus
- Starksia
- Xenomedea